# Hannah Baldwin
Hannah Baldwin est une grimpeuse britannique née en 1993. Elle participe à des compétitions handisport dans la catégorie RP2, où elle a remporté deux titres de championne du monde.

## Biographie
Hannah Baldwin est atteinte de la maladie de Crohn depuis son adolescence, ainsi que de problèmes de mobilité à la jambe droite. Elle commence l’escalade handisport en 2015 et remporte le circuit national britannique de compétition dans sa catégorie l’année suivante, ce qui lui permet de rejoindre l’équipe de Grande-Bretagne pour les compétitions internationales. 
Hannah Baldwin remporte l’or de la catégorie RP2 aux championnats du monde d’Innsbrück en 2018, titre qu’elle conserve en 2019 à Briançon (devant sa compatriote Anita Aggarwal).